# Guidimakha
La wilaya de Guidimakha o Guidimaka o Gidimaxa (àrab: ولاية كيدي ماغا, wilāyat Gīdī Māḡa) és la desena regió administrativa (wilaya) de Mauritània. La seva capital és Sélibabi, l'únic centre urbà important.

## Geografia
Amb una superfície d'aproximadament 10 000 km², és la més petita de les entitats administratives i la que està situada més al sud del país. Està limitada a l'oest per la regió del Gorgol i al nord-és per la d'Assaba. Al sud el riu Senegal la separa del Senegal i l'un dels seus afluents, el Karakoro, de Mali.

## Organització territorial

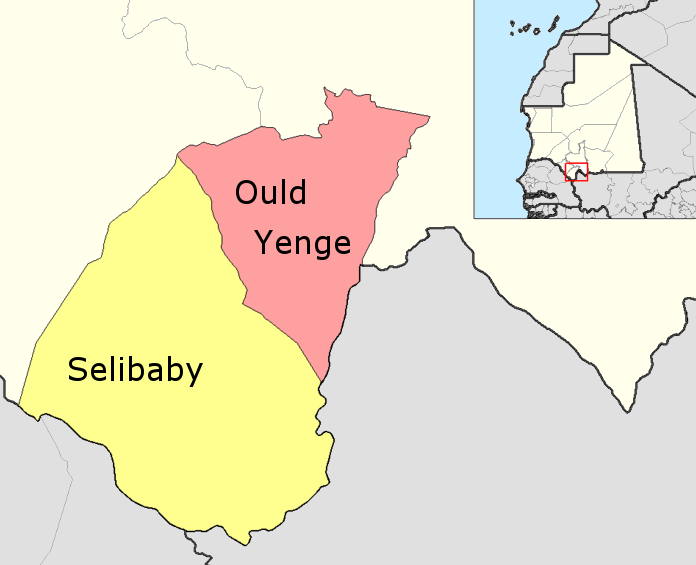
Mapa de localització dels dos departaments

La regió de Guidimakha està formada per dos departaments: 
- Departament de Ould Yengé, sense cap districte, compost de sis comunes:
  - Bouanzé, Boully, Dafor, Leaweinat, Lahraj, Ould Yengé, Tektake

- Departament de Sélibabi, format per tres districtes i sis comunes no lligades a cap districte:
  - Districte de Wompou format per tres comunes:
    - Aarr, Ajar, Wompou

  - Districte de Ghabou format per dues comunes:
    - Baydam, Ghabou

  - Districte de Gouraye, format per una sola comuna :
    - Gouraye

  - Cinc comunes no lligades a cap districte
    - Hassi Cheggar, Ould Em Bonny, Sélibabi, Souvi, Tachott, M'Beida Sakha (Gorilakhé)

## Població
Guidimakha comptava 116.436 habitants en el moment del cens de 1988. Al cens del 2000 eren 177.707 habitants.
Les poblacions nomades són molt poc nombroses al Guidimakha, la majoria dels habitants són grangers. Molt d'ells són soninkés, però s'hi troben també peuls, bambares i wòlofs, vinguts del Sénégal o d'altres regions de Mauritània.

## Economia
Situada en una vall fèrtil, la regió fou menys tocada que altres llocs per les grans sequeres, tot i que sofreix de vegades d'un dèficit pluviomètric. És una regió prou ben dotada en recursos agrícoles, però una de les més enclavades del país, sobretot al moment de la hivernada (estació de les pluges).

## Història
A primers de 1886 la Guidimakha, el Guoy i el Gadiaga, poblades per sarakholes, es van revoltar i van proclamar imam a Mahmadou Lamine que pretenia apoderar-se dels territoris malinkes a la riba esquerra del riu Senegal. Va coincidir amb la mort del rei de Bundu, Boubakar Saada, que va deixar la successió al seu germà Omar Penda, mig cec i poc capacitat, amb el fill del rei difunt, Usman Gazi, com a home fort. Els sarakholes, que vivien al nord del Bundu, al Galam (o Ngalam) es van allistar massivament sota el seu estendard i va poder reunir entre sis i set mil guerrers. Per provocar una revolta més gran va decidir obtenir una victòria prestigiosa sobre els francesos i va atacar la posició de Bakel, al nord del Galam. Després de tres mesos de combats Lamine va haver de fugir cap al sud. Les poblacions del Guoy, refugiades al Guidimakha, sense provisions, van començar a patir de fam i van haver de sotmetre's per poder tornar a les seves cases.
Tranquil el Guoy, el comandant francès Frey va començar a operar contra el Guidimakha, país molt hostil, especialment a Guémou, Kemandao i Sambakagny que vivien d'interceptar el comerç amb els maures. El primer atac fou contra Sambakagny, on hi havia una banda de sarakholes; els va atacar des de l'est per forçar-los a fugir cap al desert, mentre que forces auxiliars del cap de Bosseya, Abdul-Bubakar, se situaria en vigilància a l'oest; la columna de Frey es va concentrar a Goutioubé (20 de maig) i va creuar el Senegal a Diougoutouro i el dia 21 va avançar cap a Guémou, on els habitants foren derrotats a 1 km de la població i rebutjats i al matí del 22 els francesos entraven a la vila ja evacuada. A la nit del 22 van sortir de Guémou cap a Kemandao; els sarakholes eren a la vora del bosc prop de la vila i una part barraven el pas mentre altres s'havien desplaçat a Guémou i Diougoutouro per tallar la retirada i un tercer grup estava de reforç al primer a uns 500 metres. La resistència fou molt forta i molt ben organitzada però la millor potència de foc francesa es va imposar; llavors van entrar a Kemandao de la que els habitants havien fugit; el dia 23 Frey es va reunir amb els soldats d'Abdoul-Boubakar que procedien de Sambakagny, abandonada pels habitants i que havien incendiat. El 24 van retornar a Bakel, via Sambakagny. Les forces foren desplegades entre Bakel i Kayes i poc després els caps de la Guidimakha, la més rica regió de la conca del Senegal, van deposar les armes i demanar l'annexió a França. El Guoy, la Kaméra i la Guidimaka quedaven tranquil·les. Les tropes van retornar progressivament a Kayes el mes de juny.